# Maison de Georges Clemenceau
Pour les articles homonymes, voir Georges Clemenceau.
La maison et jardins de Georges Clemenceau est une maison de campagne-maison de plage vendéenne, au bord de l'océan Atlantique, au lieu-dit « Bélesbat » (rebaptisé Belébat) à Saint-Vincent-sur-Jard en Vendée (Pays de la Loire). Célèbre pour avoir appartenue à l'homme politique Georges Clemenceau durant les dix dernières années de sa vie, de  1919 à 1929, cette maison-musée et ses jardins sont classés aux monuments historiques depuis le 10 juillet 1970, et labellisés Maisons des Illustres depuis 2011.

## Historique
Cette maison de pêcheur de cinq pièces est une longère traditionnelle vendéenne, située sur une dune face à l'océan, peinte en blanc, avec volets turquoise, toiture en tuiles romaines, et terrasse donnant sur un vaste jardin, sur la plage Clemenceau et sur l'océan, à 20 km au sud-est des Sables-d'Olonne, à 100 km au sud de Nantes.

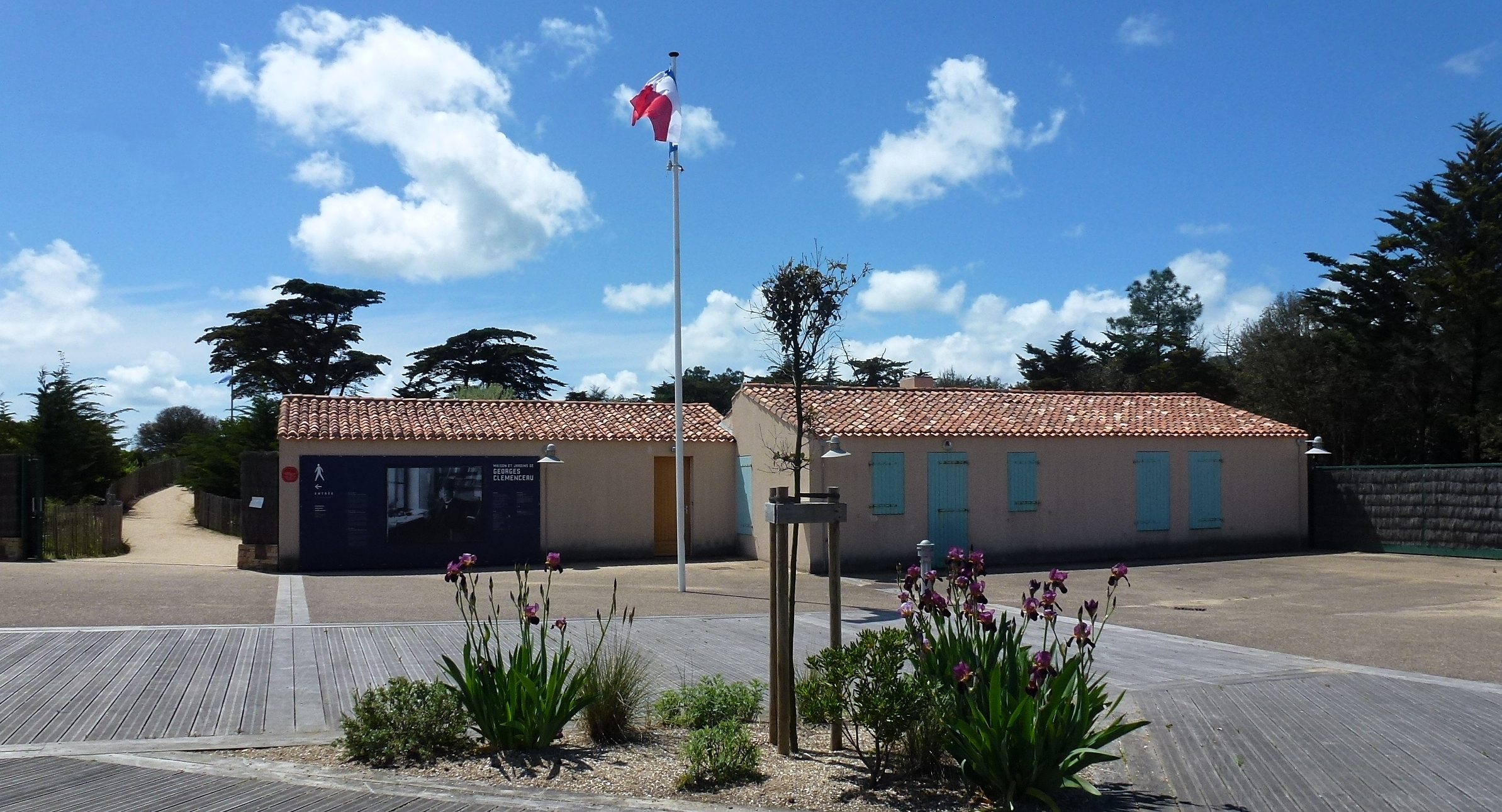
Esplanade, devant la carterie du musée.
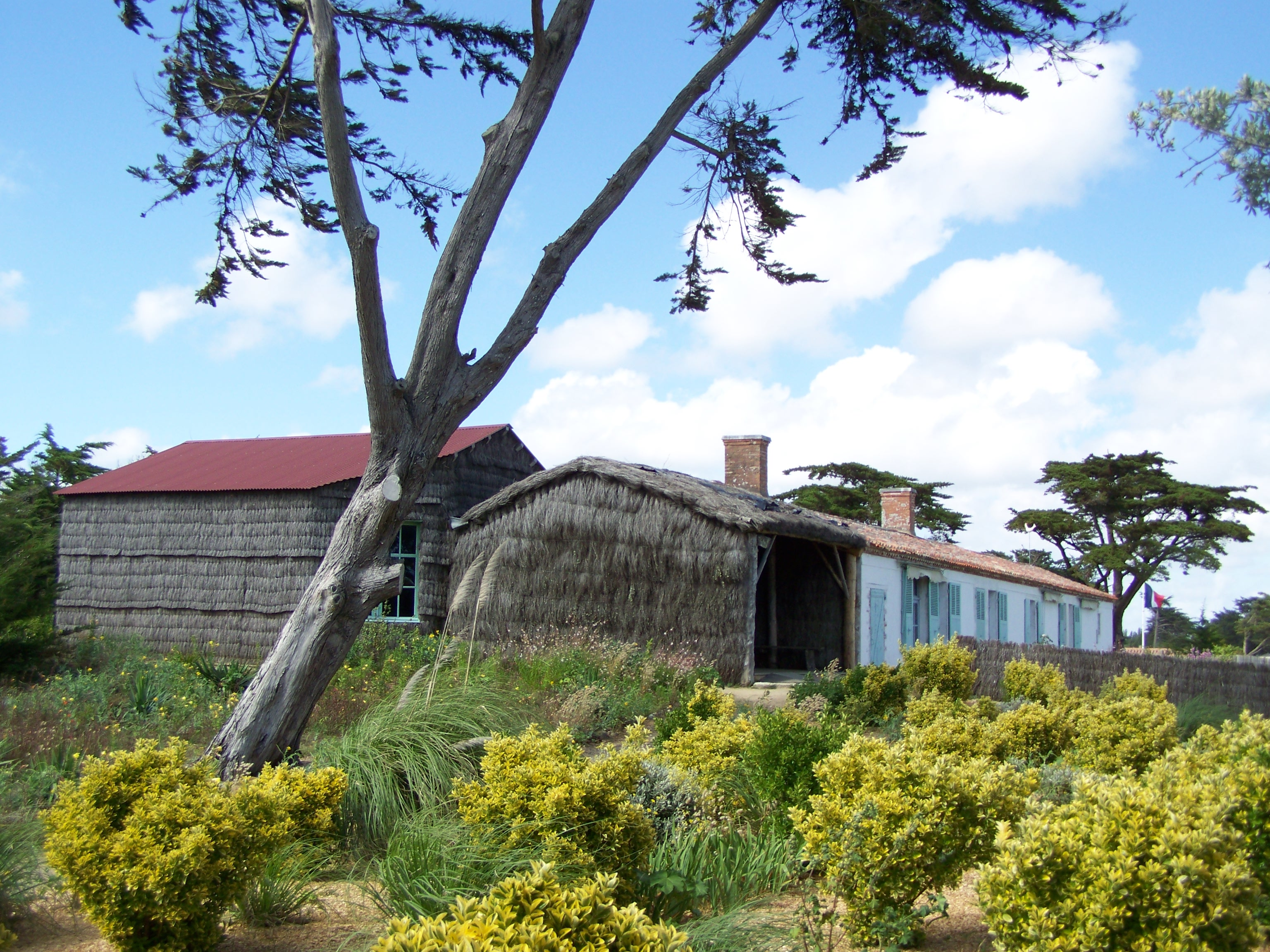
Salon d'été et kiosque recouverts de brandes.
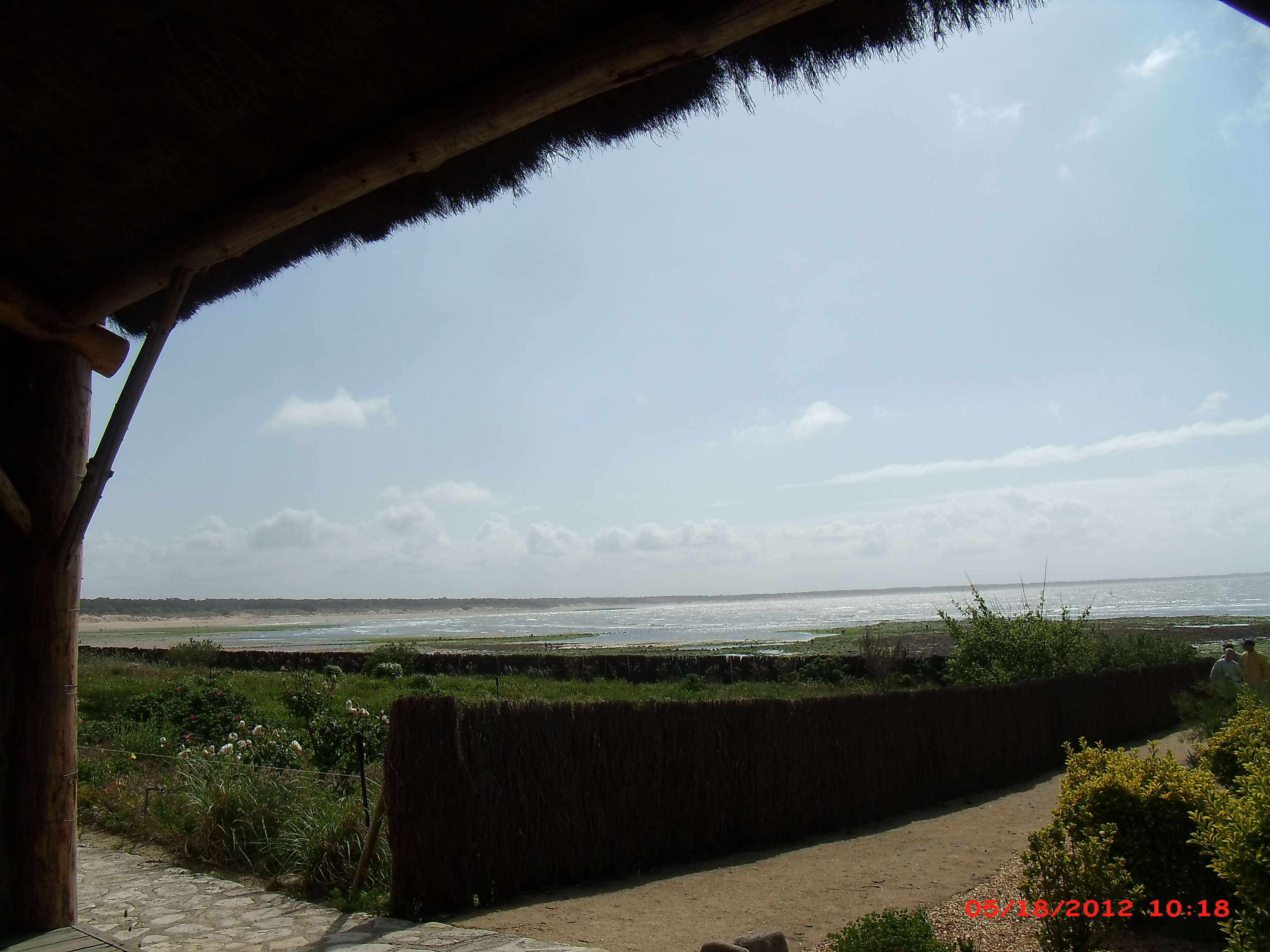
Vue sur la plage du Goulet et sur l'océan depuis le kiosque.

Après sa défaite à l'élection présidentielle de janvier 1920, Clemenceau se retire de la vie politique, à l'âge de 79 ans, dans sa région natale vendéenne. Le colonel Luce de Trémont lui loue alors cette maison, pour un loyer symbolique de 1 franc, avec un bail à vie. Clemenceau prévoit de séjourner 6 mois par an, à la belle saison, dans ce qu'il appelle sa « bicoque de Bélebat », son « château horizontal » ou sa « cabane de paysan », loin de sa vie parisienne et de son appartement du 16e arrondissement de Paris.

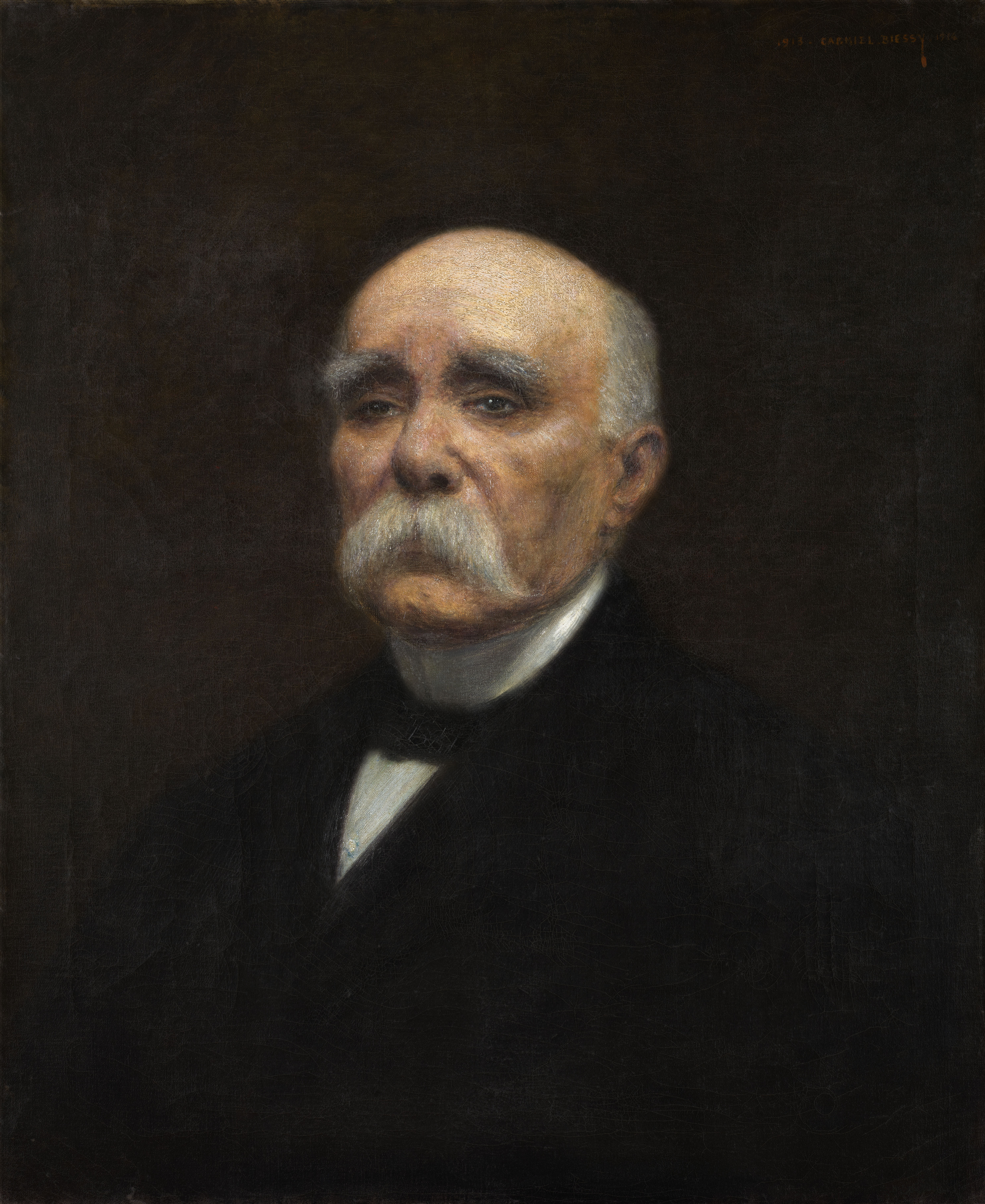
Georges Clemenceau, par Gabriel Biessy
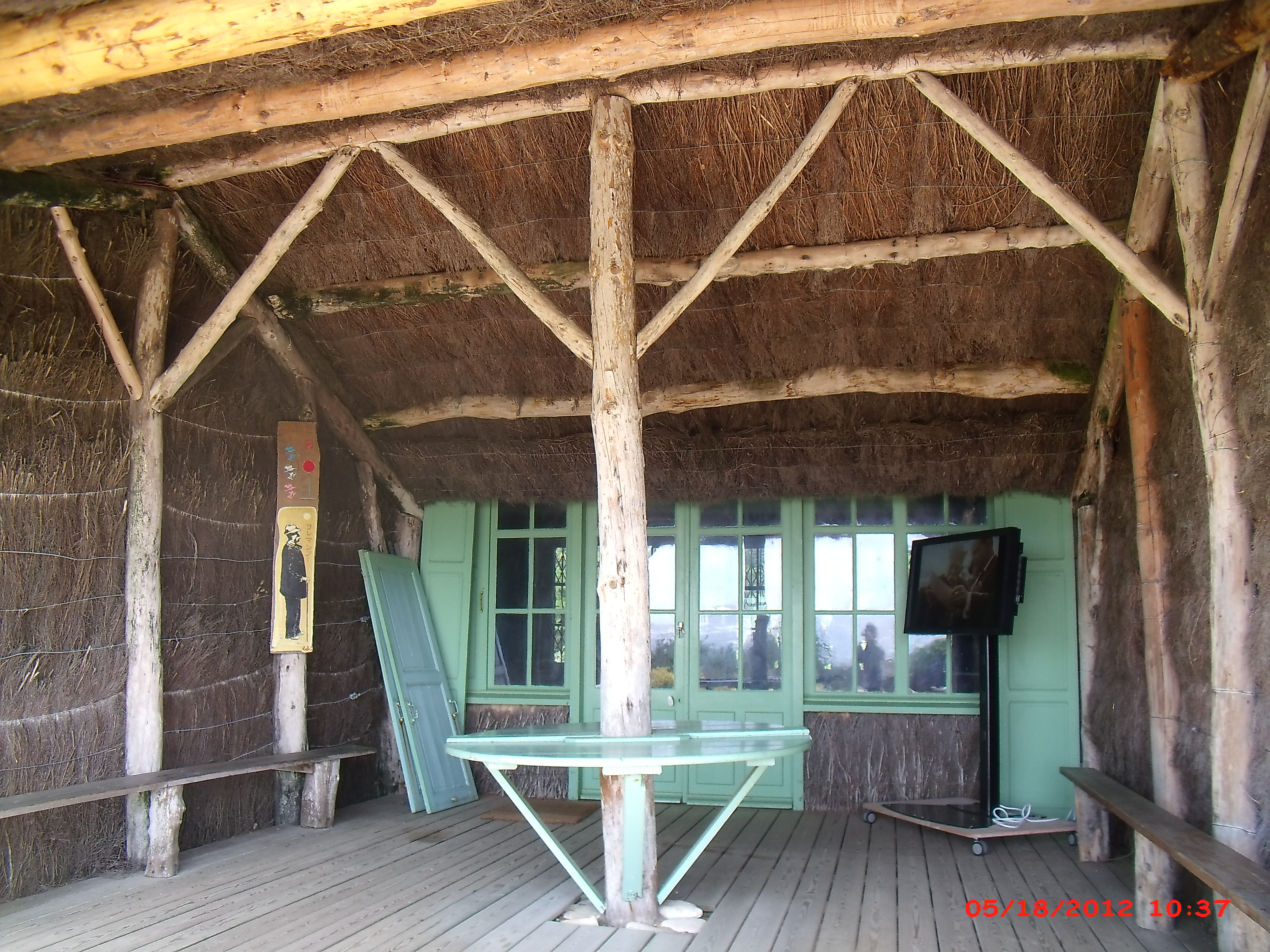
Le kiosque (« Trianon de bruyère ») où le Tigre prenait son café et recevait ses visiteurs
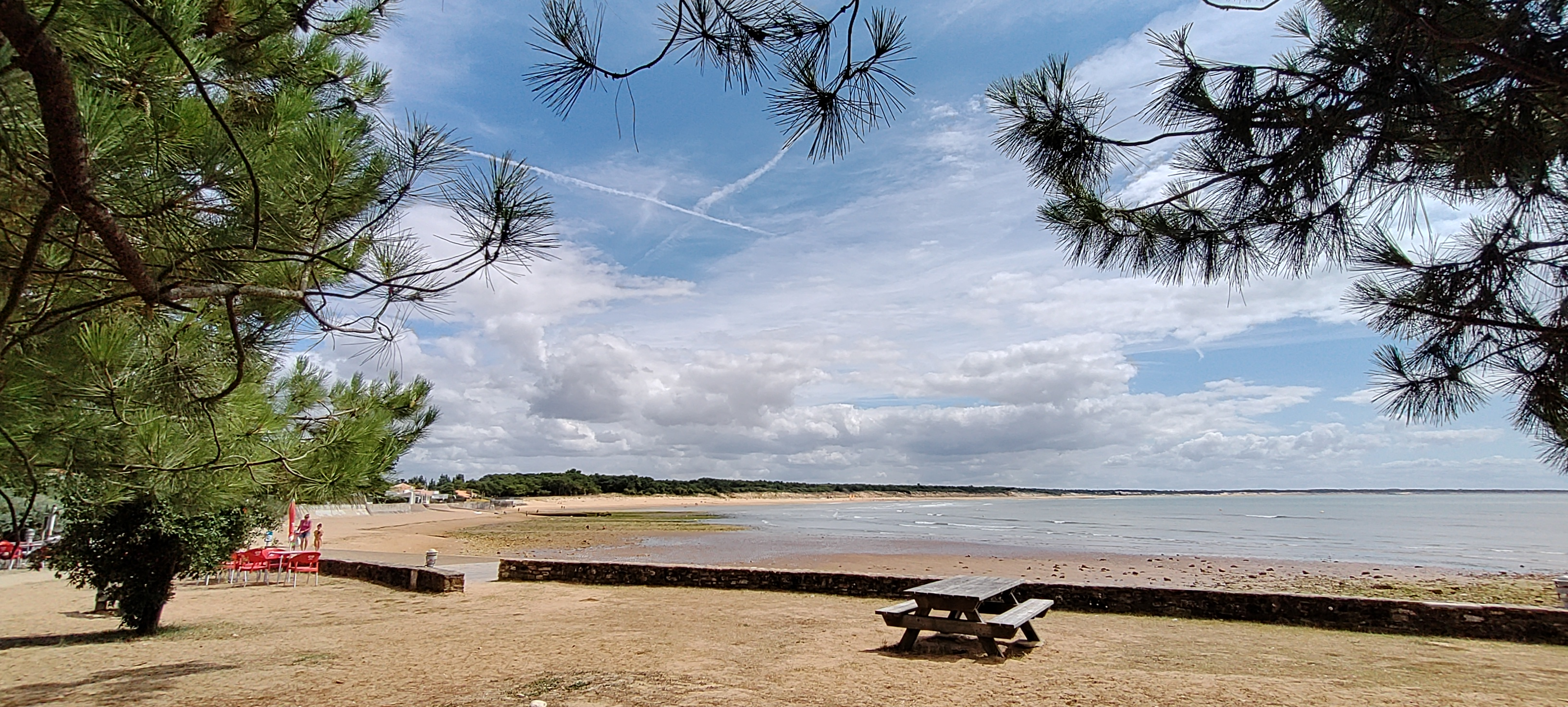
Plage Clemenceau

Il y vit de façon simple, près de la nature (à l'exception de sa Rolls-Royce conduite par son chauffeur), entouré de sa cuisinière et de son valet de chambre. Il adjoint à son arrivée à cette modeste demeure de campagne un salon d'été vitré aux murs extérieurement recouverts de brandes, un kiosque ouvert (son « Trianon de bruyère ») « pour l'heure du café, du thé et autres ébats », ainsi qu'un garage. Il fait installer également l’eau courante, des toilettes, une sonnette pour appeler les domestiques, et l’électricité en 1926. Il y reçoit de nombreux amis et personnalités de l'époque (dont Claude Monet), en leur servant en particulier ses gibiers ou poulets sauce Soubise de prédilection,.
Georges Clemenceau repose à Mouchamps, à côté de son père, près de son lieu de naissance, à 80 km au nord-est (tombe de Georges Clemenceau).

## Musée

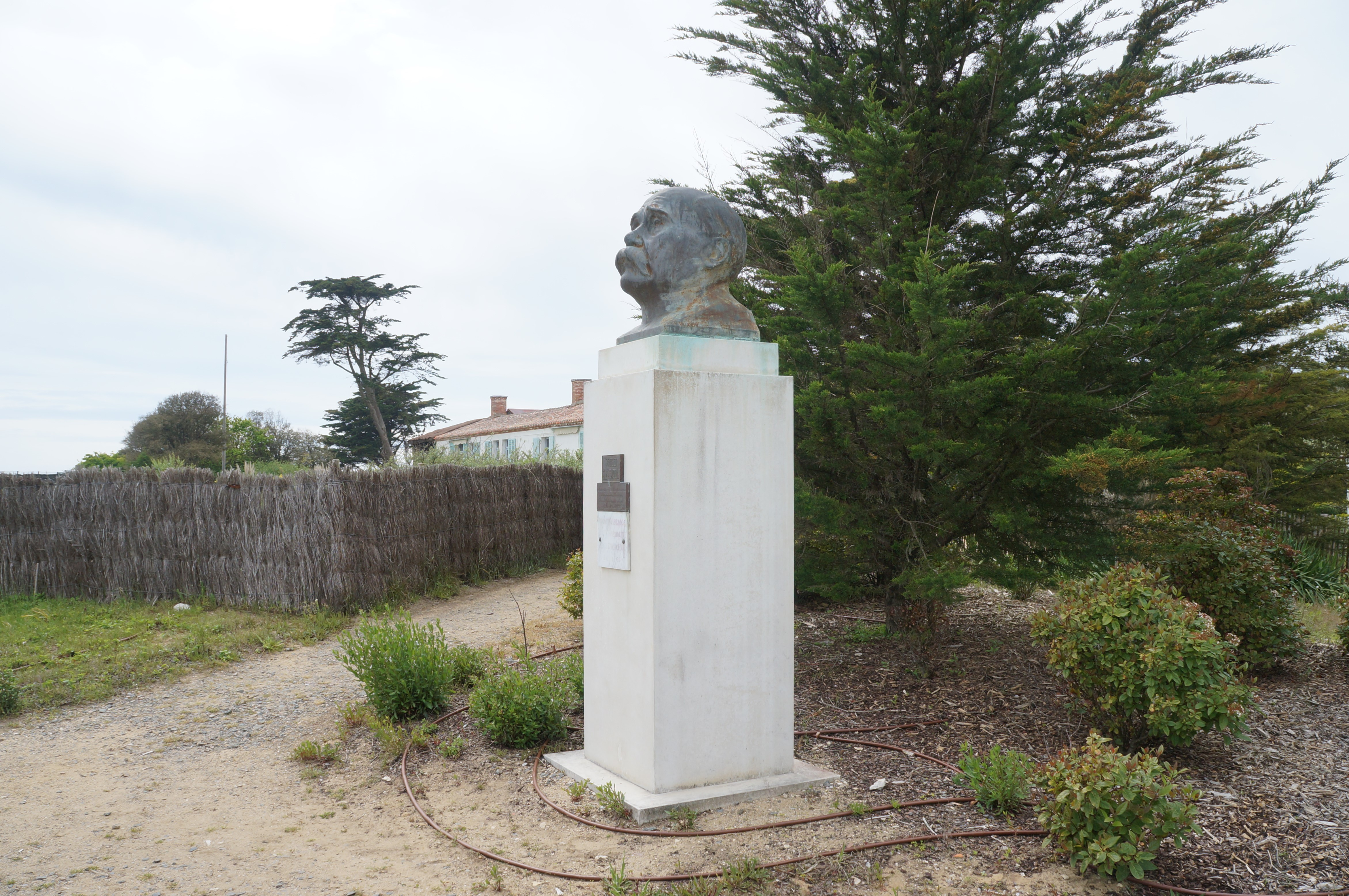
Buste de Clemanceau, coté plage.

Après sa disparation en 1929, son fils héritier Michel Clemenceau cède les lieux en 1932 à l'État, pour les transformer en maison-musée Clemenceau, gérés par le centre des monuments nationaux.

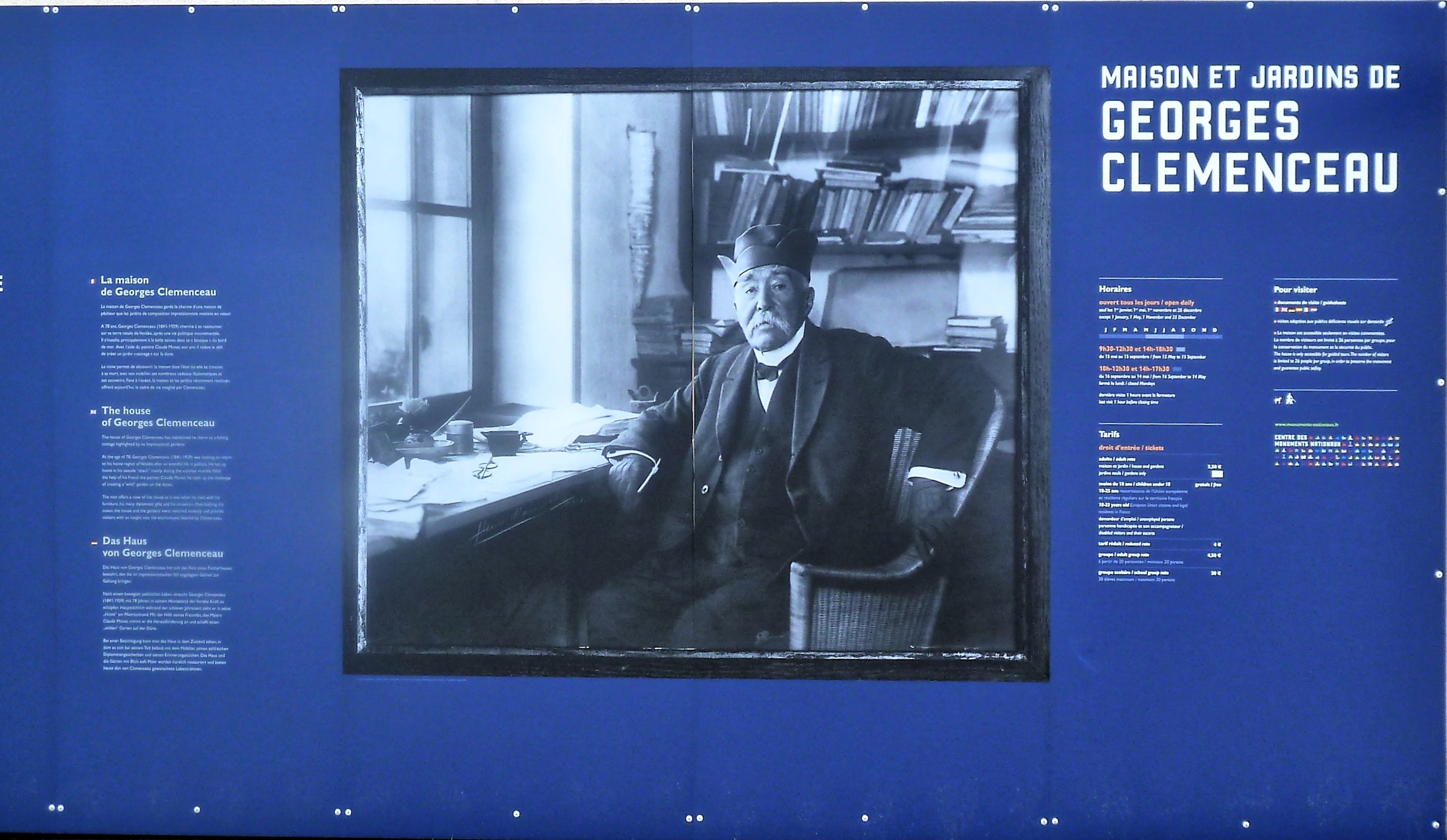

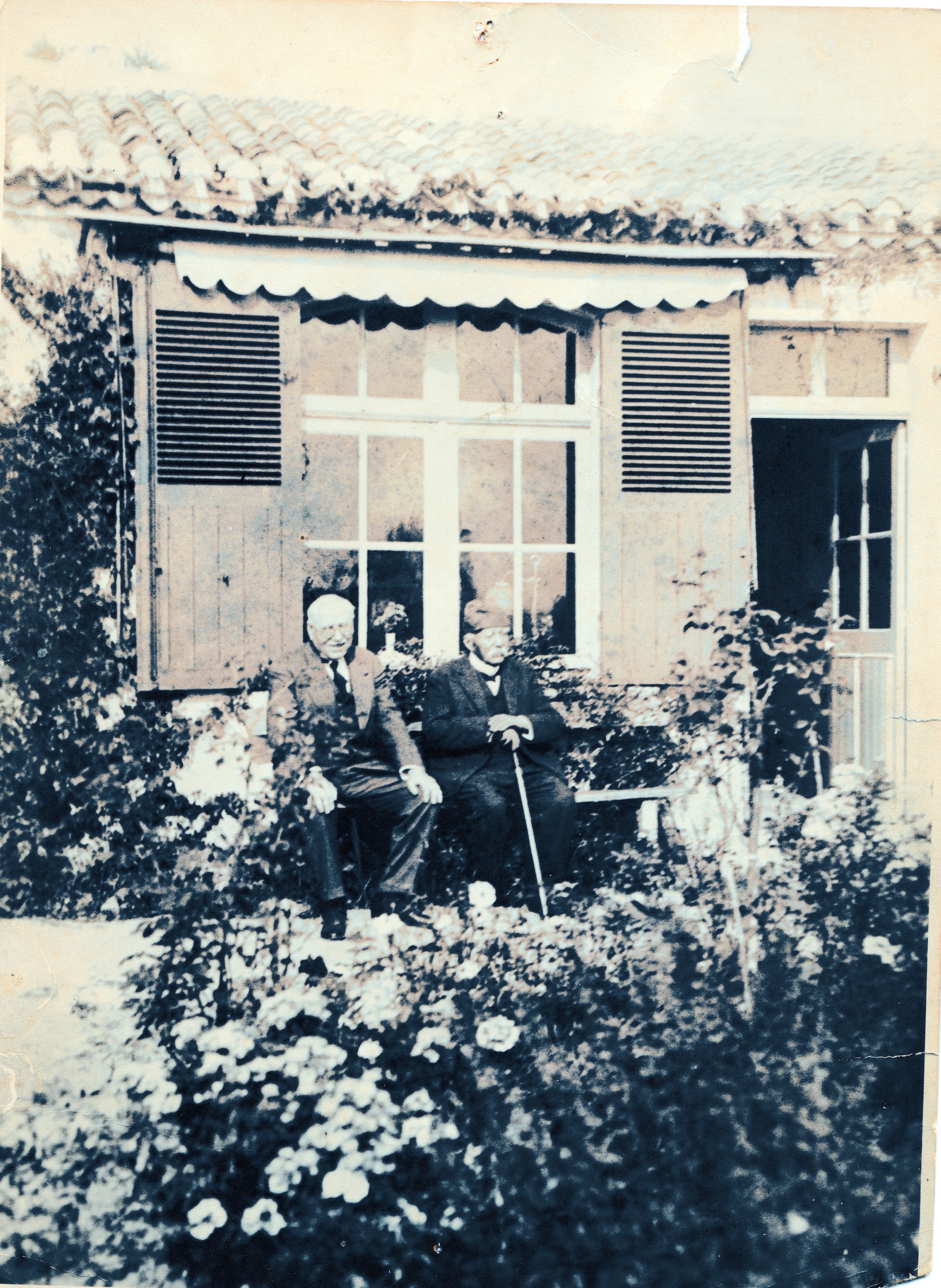
Dans son jardin avec le professeur Charles Laubry

La maison-musée et ses jardins sont conservés en l'état depuis la disparition « du Tigre » avec son mobilier d'origine, ses nombreux souvenirs et objets personnels, avec notamment ses nombreux cadeaux diplomatiques témoignant en particulier de son japonisme : dans son jardin des petits arbustes, un mât arborant des koi noboris, des kakémonos, deux petits renards en bronze porte-bonheurs à l'entrée de sa chambre (tels ceux du temple d'Inari) qu'il a surnommé ironiquement « Pasteur » et « Rothschild » (allégories de la science et de la fortune), des estampes japonaises, des porte-bouquets muraux dans les deux chambres d’ami. Y figurent également une horloge dont les aiguilles sont arrêtées à 1 h 45 du matin, l'heure de sa disparition le 24 novembre 1929, à l'âge de 88 ans ; dans le couloir la bibliothèque de près de 1 500 livres ; dans son salon servant de fumoir, le rocking-chair, l’armoire-cadeau des habitants de Saint-Vincent-sur-Jard, le tapis marocain offert par le maréchal Lyautey ; dans sa chambre la petite bibliothèque tournante de son père vénéré, la plume d'oie avec laquelle il écrit des poèmes à son dernier amour, Marguerite Baldensperger, les pistolets évoquant l’amateur de duel, son lit surélevé afin de toujours voir l’océan, trois figures de Bouddha ou encore ses trophées de chasse, notamment une gueule de crocodile, des cornes d'antilopes et la peau de tigre blanc qui recouvre son lit (clin d'œil pour l'homme que le peuple appelait « Le Tigre »), un trophée rapporté d'un safari au Bengale par Clemenceau. 

## Jardin impressionniste
Georges Clemenceau crée derrière sa maison un jardin sauvage dans l'esprit « impressionniste » de son grand ami peintre Claude Monet (inspiré de sa maison et jardins de Claude Monet de Giverny). Il est restauré par l'État entre novembre 2005 et mai 2006 et inauguré le 9 juin 2006 par Georges Clemenceau, l'arrière-petit-fils du président. Ce « jardin impressionniste » aux 7000 fleures est constitué de plantes en libre port (non taillées), vivaces, annuelles et arbustives agencées en tâches de couleurs juxtaposées et protégées de haies coupe-vent. Il cite « Je vis parmi les fleurs, mais avec la mer comme fond de tableau ». Il écrit à Claude Monet, le 30 août 1923 « Vous aurez tout le temps de venir contempler mon jardin sans plates-bandes, sans corbeilles, sans massifs, sans bosquets, sans allées... ».

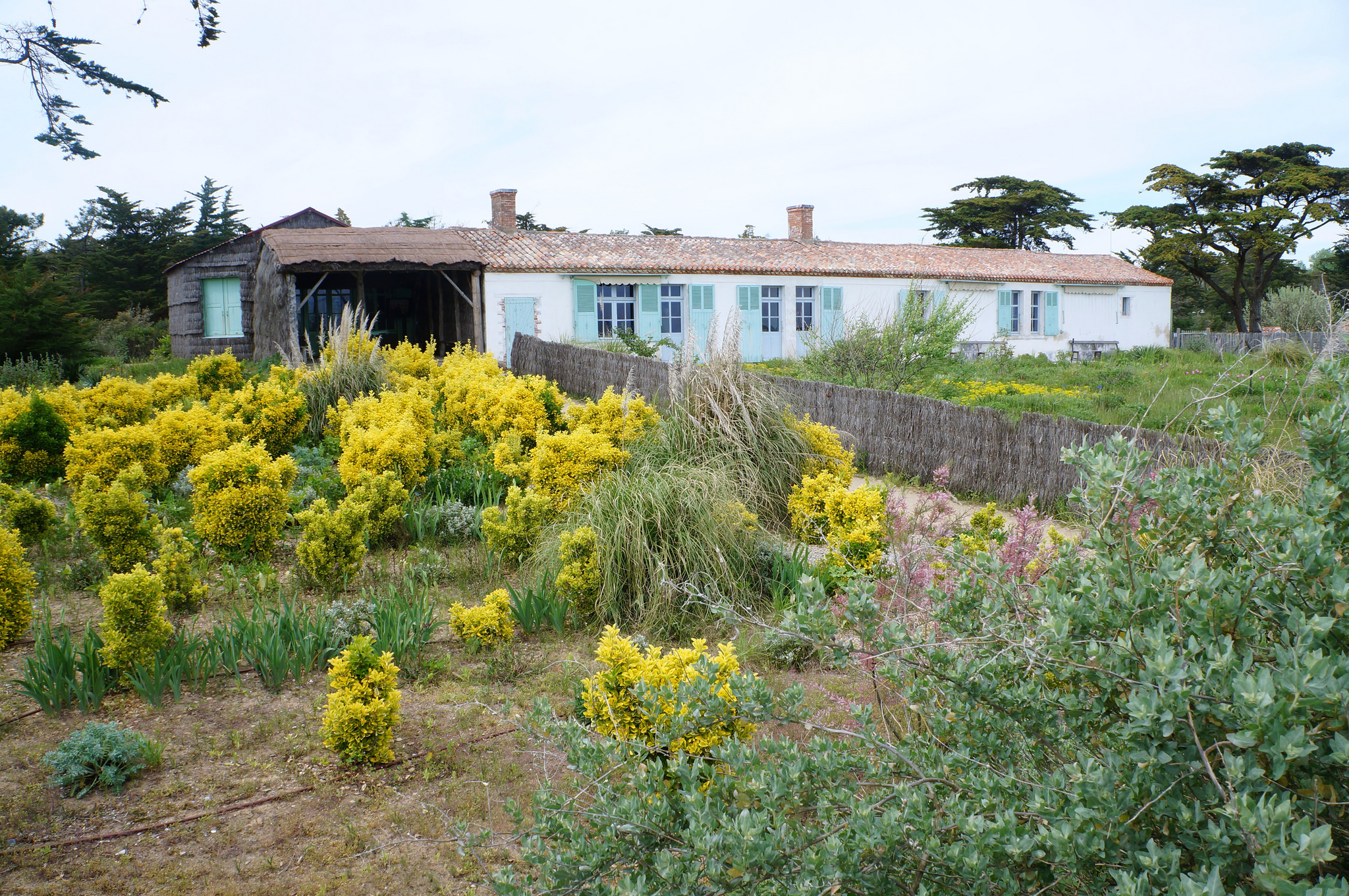
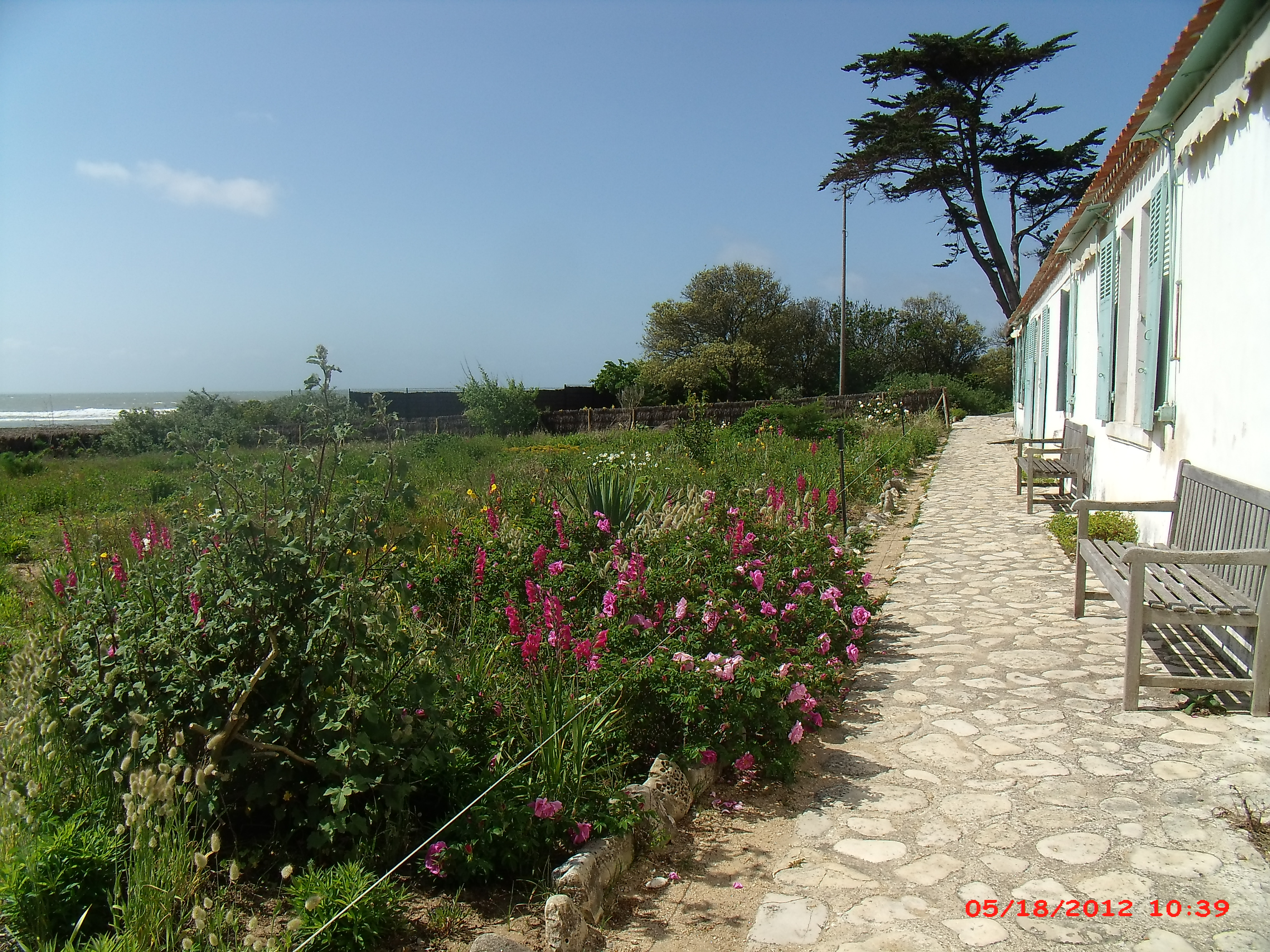
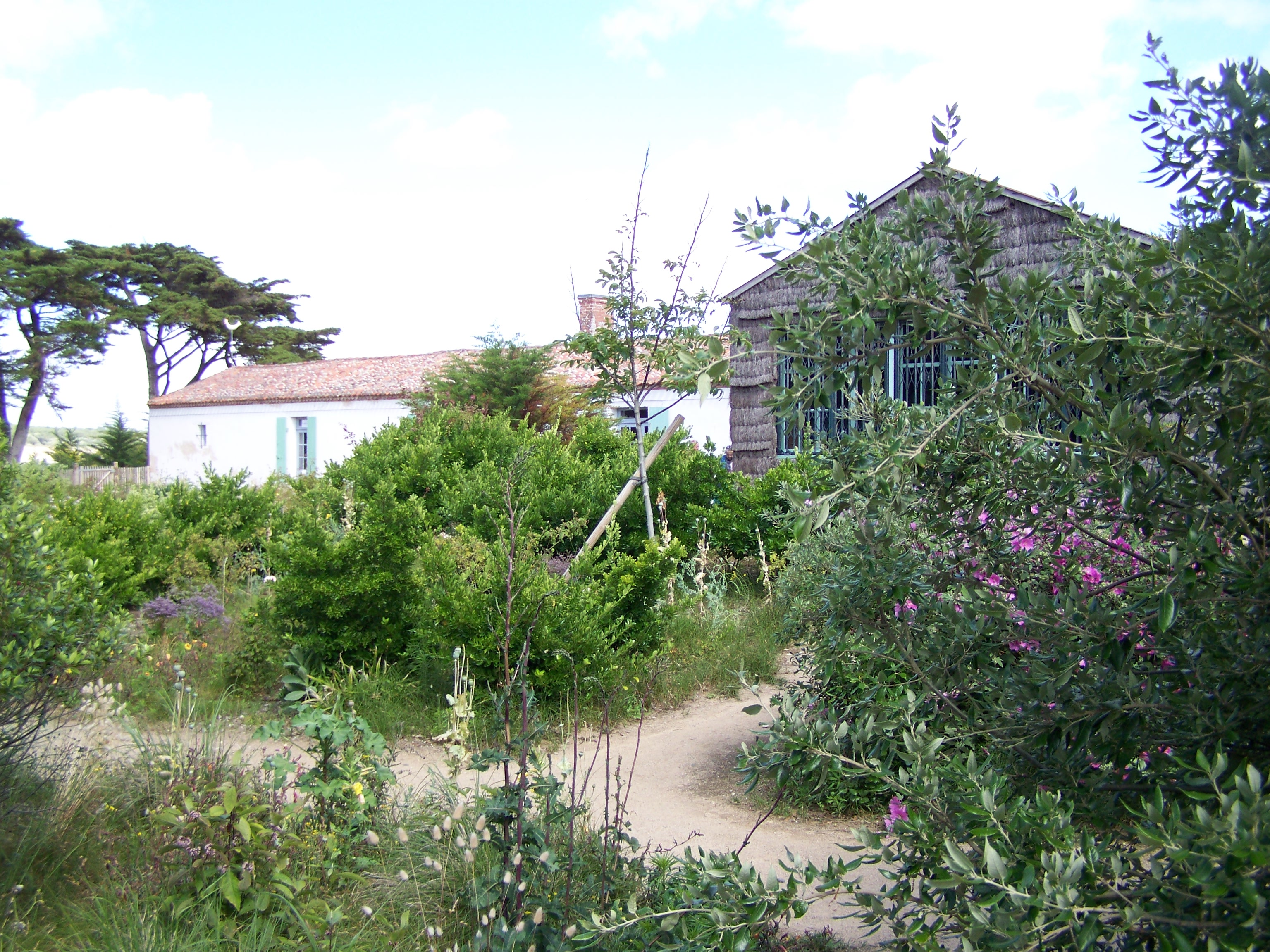
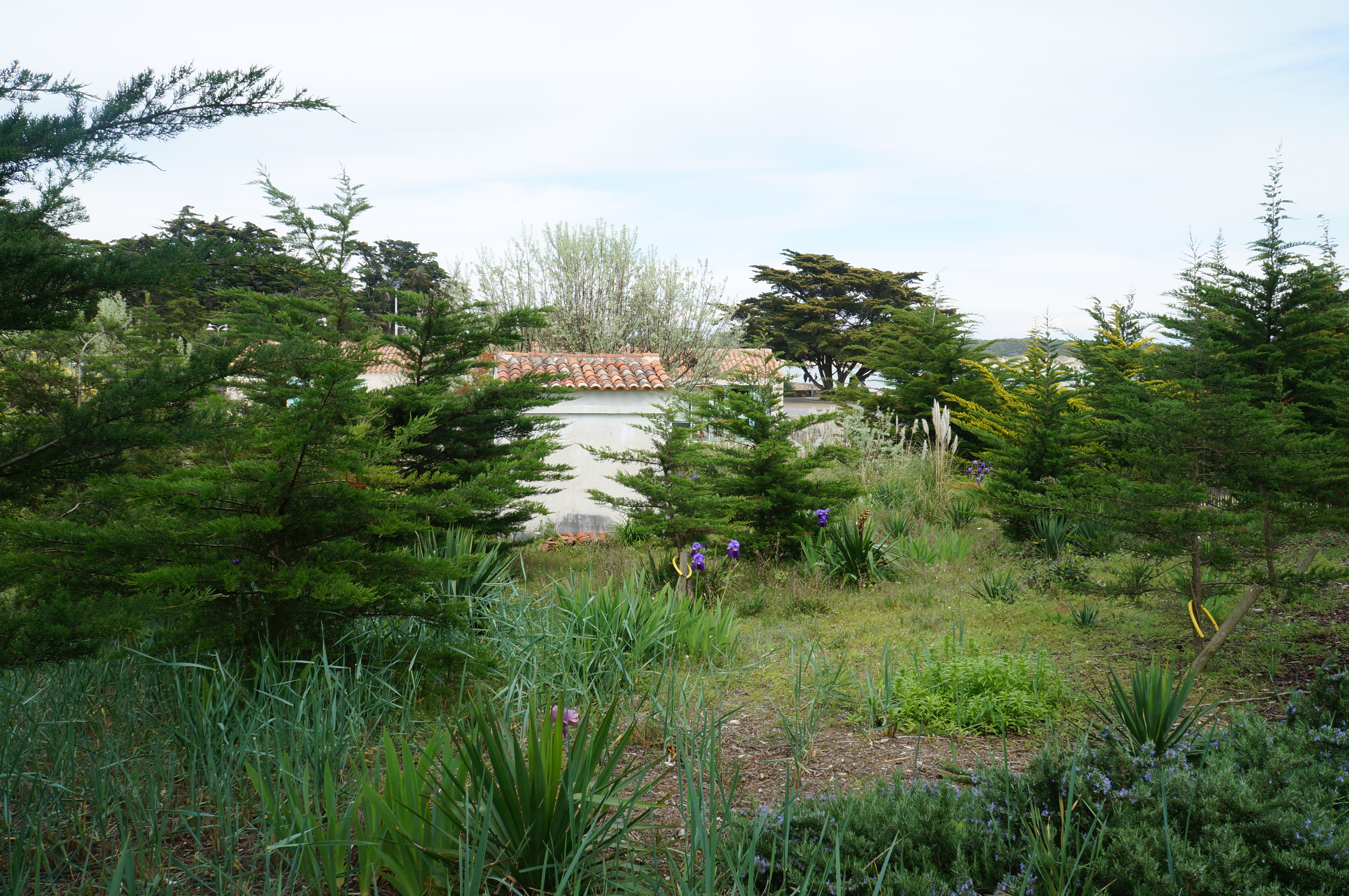
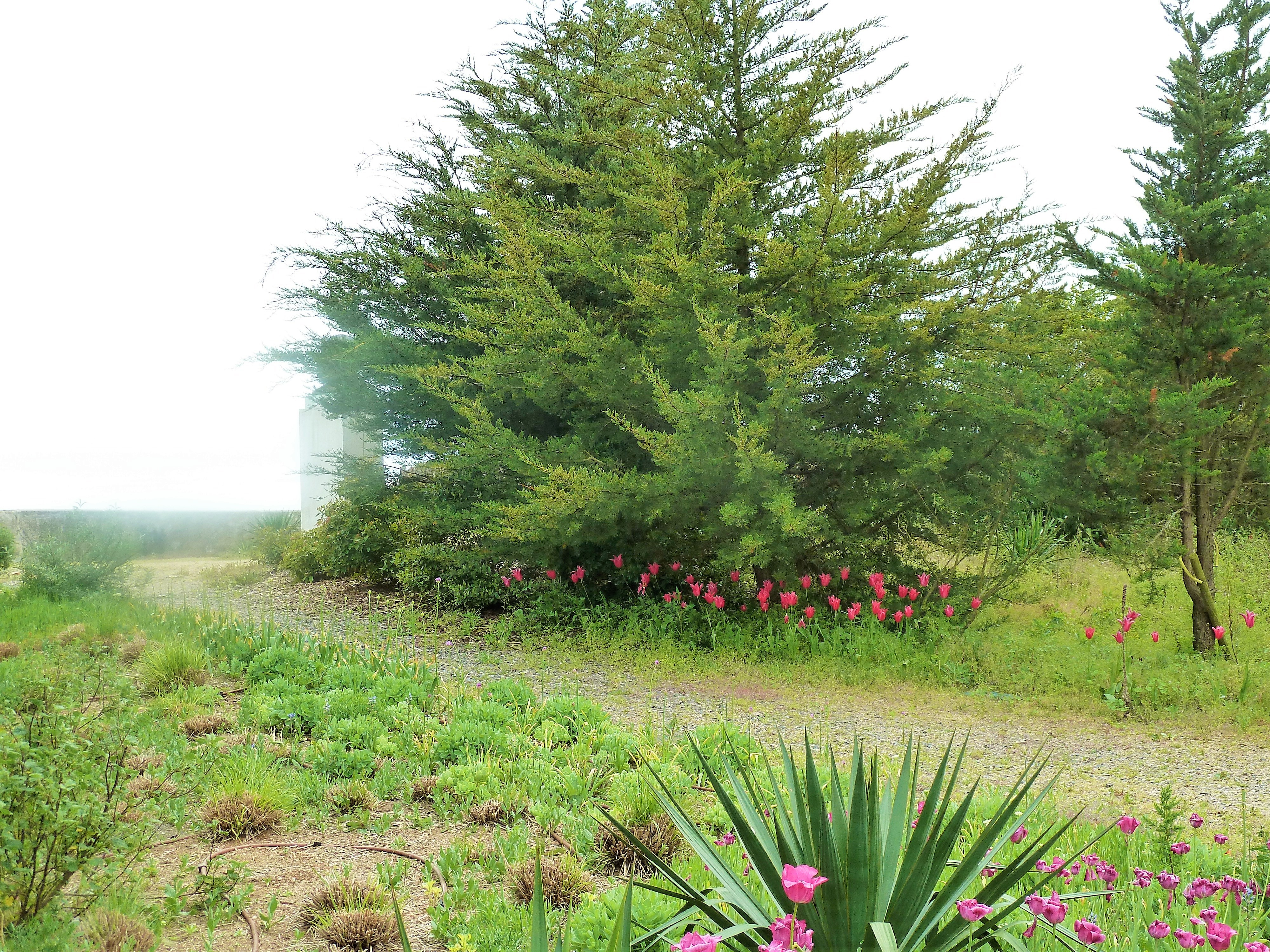

Le puits dans le jardin des petits arbustes évoque les efforts de Clemenceau pour lutter contre l’assèchement dû aux vents marins, le « Tigre » parvenant aussi à enrichir le sol dunaire aride en le fertilisant avec des algues.

## Abords
Le site borde le cordon dunaire de la forêt domaniale de Longeville-sur-Mer, au niveau du débouché de la rivière du Goulet, à l'écart du village de Saint-Vincent-sur-Jard. Il surplombe une plage de sable, de roches et de vase, la plage du Goulet. L'esplanade à l'entrée du musée a été refaite et un théâtre de verdure a été aménagé en 2006. Une vaste aire de pique-nique et des bancs publics permettent de se détendre face à la mer, à l'ombre de cyprès et de pins maritimes.

## Au cinéma et télévision
- 2012 : Clemenceau, téléfilm d'Olivier Guignard.
- 2022 : Clemenceau, la force d'aimer, téléfilm de Lorraine Lévy, avec Pierre Arditi dans le rôle de Georges Clemenceau.
- 2022 : Le Tigre et le Président, de Jean-Marc Peyrefitte, avec André Dussollier dans le rôle de Georges Clemenceau.